# Gaius Calpurnius Piso (Konsul 180 v. Chr.)
Gaius Calpurnius Piso († 180 v. Chr.) war ein römischer Staatsmann und Konsul.

## Leben
Caius Calpurnius Piso war der Sohn des gleichnamigen Prätors Gaius Calpurnius Piso, der 209 v. Chr. starb. Piso wurde 186 v. Chr. wie sein Vater Prätor und im darauf folgenden Jahr Statthalter in Hispania ulterior. Nach einigen unglücklichen Gefechten besiegte er mit seinem Kollegen Lucius Quinctius Crispinus die Lusitaner und Keltiberer in einer großen Schlacht am Tajo. Auf Grund dessen konnte Piso 184 v. Chr. einen Triumphzug abhalten. 181 v. Chr. war er triumvir coloniae deducendae für die Kolonie Graviscae. Im Jahr 180 v. Chr. wurde er zum Konsul gewählt. Kurz bevor er nach seinem Amtsantritt nach Ligurien gehen sollte, starb Piso. Angeblich hatte ihn seine Ehefrau Quarta Hostilia vergiftet.